# Krasnoarmeisk (Saratow)
Krasnoarmeisk (russisch Красноармейск, ehemals Balzer) ist eine Stadt in der Oblast Saratow (Russland) mit 24.364 Einwohnern (Stand 14. Oktober 2010).

## Geografie
Die Stadt liegt etwa 75 km südlich der Oblasthauptstadt Saratow nahe der Quelle des Flusses Goly Karamysch im Flusssystem des Don, etwa 20 Kilometer vom rechten Wolgaufer entfernt.
Krasnoarmeisk ist der Oblast administrativ direkt unterstellt und zugleich Verwaltungszentrum des gleichnamigen Rajons.
Die der Stadt nächstgelegene Eisenbahnstation ist Bobrowka, 15 Kilometer entfernt an der Strecke Saratow–Ilowlja (–Wolgograd). Auch die Straße Saratow–Wolgograd führt unweit westlich der Stadt vorbei.

## Geschichte
Krasnoarmeisk entstand 1764–1766 als Kolonie deutscher Siedler unter dem Namen Balzer, nach einem Familiennamen. Eine alternative Bezeichnung der Kolonie war Goly Karamysch, nach dem Fluss, russisch-turksprachig wörtlich für nackter, schwarzer Fluss, also trüber Fluss in kahler (unbewaldeter) Steppenlandschaft.
Der offizielle Name seit der Mitte des 19. Jahrhunderts lautete Goly Karamysch (Balzer). Bis zum Anfang des 20. Jahrhunderts entwickelte sich der Ort zu einem Zentrum der Tuchweberei, es entstanden eine Ziegelei und weitere kleine Fabriken.
Mit Beginn des Ersten Weltkriegs wurde der deutsche Zusatz des Stadtnamens gestrichen, und auch das Stadtrecht wurde 1918 nur unter dem Namen Goly Karamysch verliehen. 1927, nun auf dem Territorium der Wolgadeutschen Republik gelegen, erhielt die Stadt den deutschen Namen Balzer zurück.
Im Rahmen der Deportation der deutschen Bevölkerung nach Sibirien unter Stalin erfolgte 1942 die erneute Umbenennung, durch die die Stadt ihren heutigen Namen erhielt, abgeleitet vom russischen Krasnaja Armija für Rote Armee.

### Bevölkerungsentwicklung
| Jahr | Einwohner |
| ---- | --------- |
| 1926 | 12.400    |
| 1939 | 15.769    |
| 1959 | 13.552    |
| 1970 | 17.520    |
| 1979 | 17.621    |
| 1989 | 24.055    |
| 2002 | 25.411    |
| 2010 | 24.364    |

Anmerkung: Volkszählungsdaten (bis 1926 gerundet)

## Kultur und Sehenswürdigkeiten
Krasnoarmeisk besitzt seit 1987 ein Heimatmuseum. Ein Teil der Exposition ist der Geschichte der wolgadeutschen Bevölkerung gewidmet.

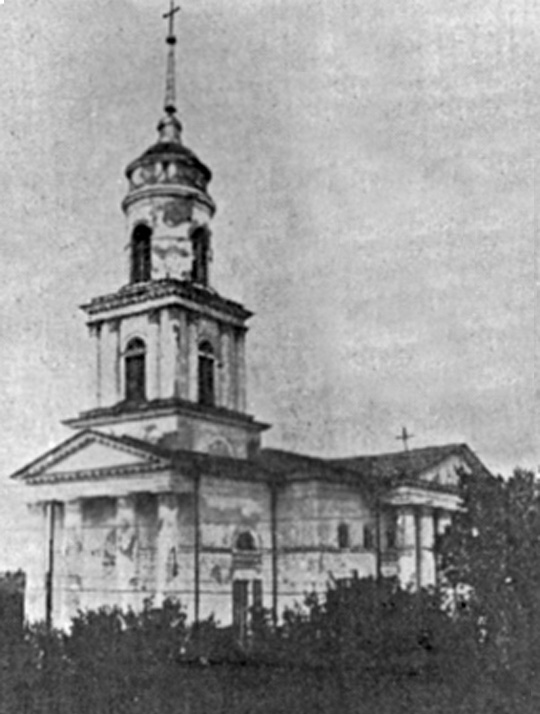
Die evangelisch-lutherische Kirche in Balzer, erbaut 1851, zerstört im 20. Jahrhundert
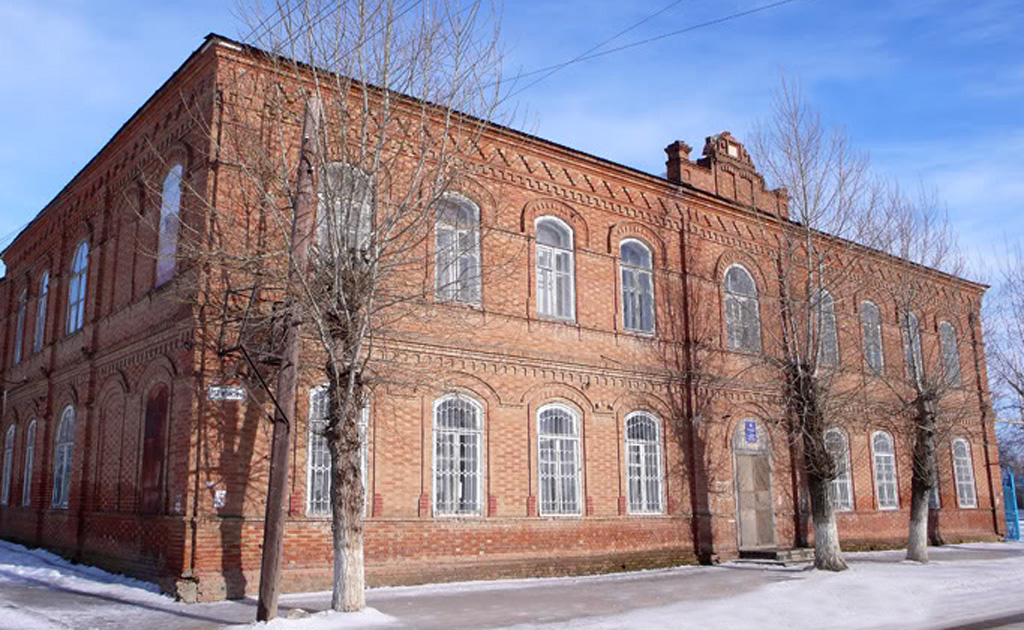
Amtsgebäude in Balzer, erbaut Ende des 19. Jahrhunderts
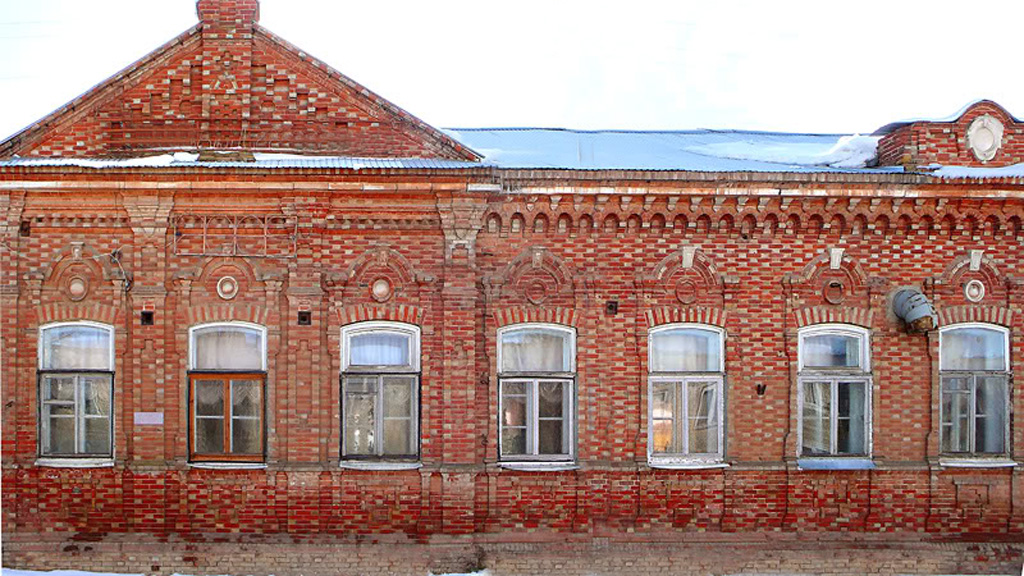
Textilfabrik in Balzer, erbaut Ende des 19. Jahrhunderts

## Wirtschaft
Krasnoarmeisk ist Zentrum eines Landwirtschaftsgebietes. In der Stadt gibt es mehrere Betriebe der Textilindustrie, für Landwirtschaftstechnik und der Lebensmittelindustrie.